# 大越站
大越站（日语：／ Ōgoe eki */?）位于福岛县田村市大越町上大越字鹰待田，是东日本旅客铁道（JR東日本）管辖的磐越东线上的鐵路車站。

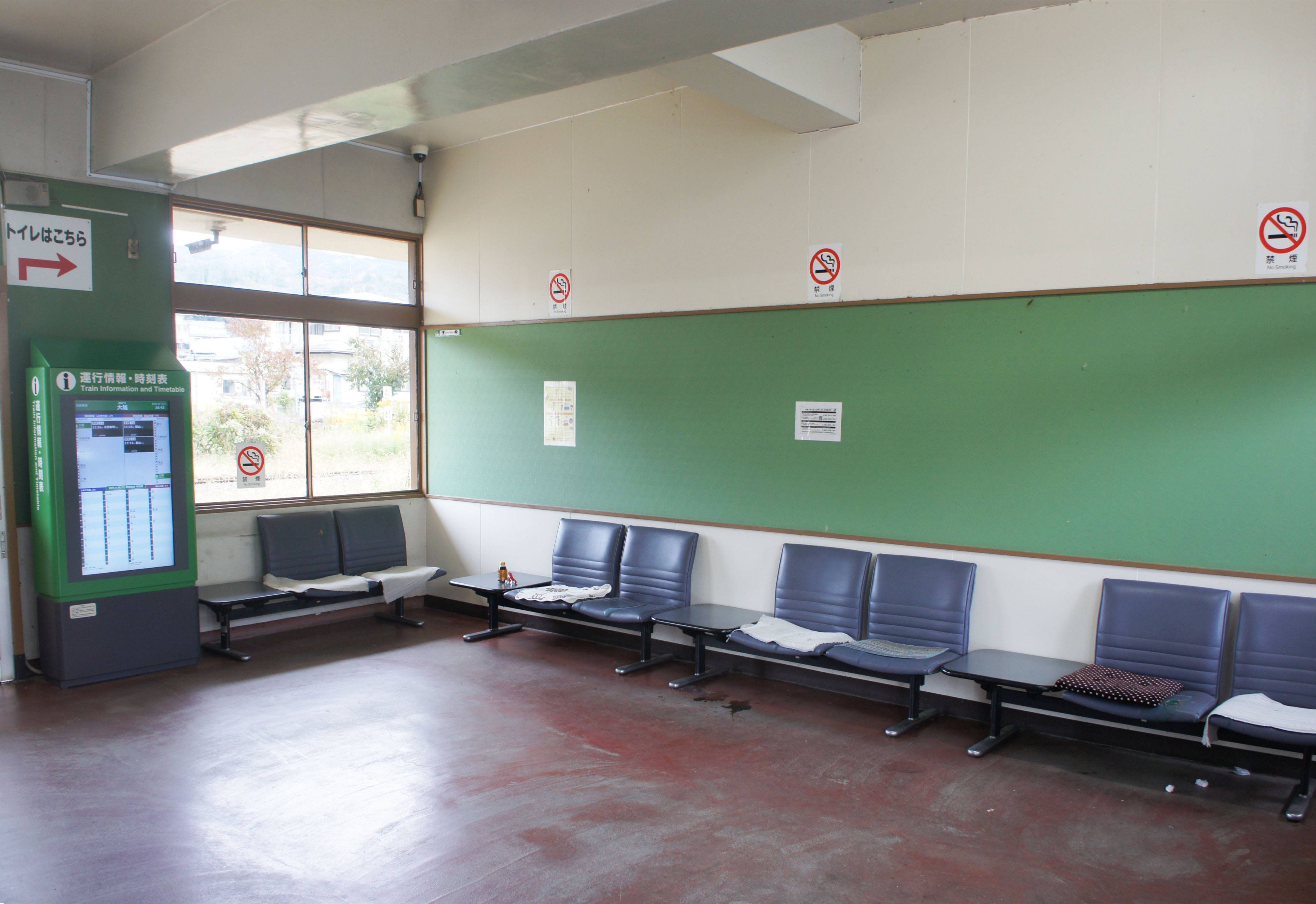
車站內部（2021年10月）

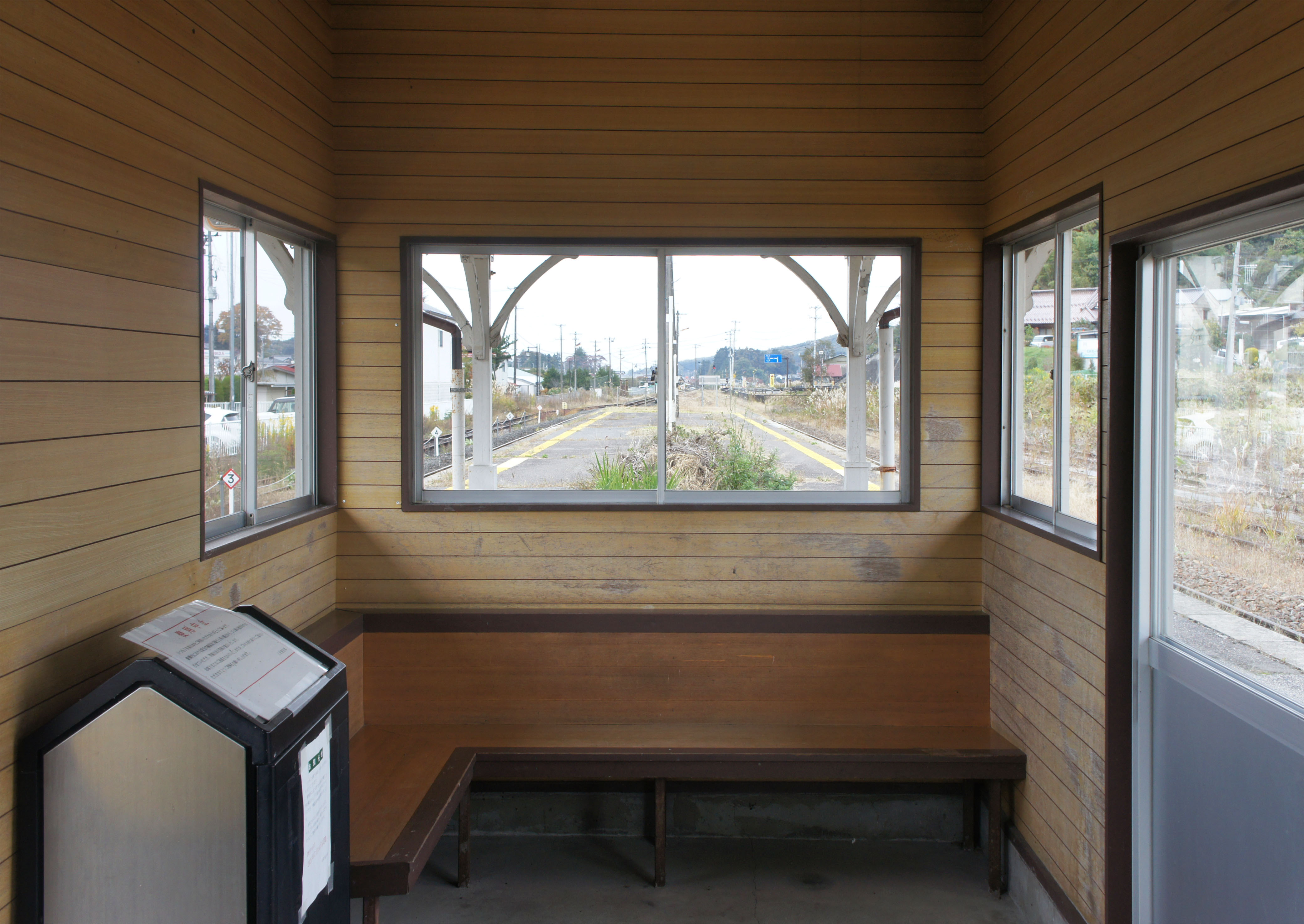
候車室內（2021年10月）

## 历史
- 1915年3月21日 - 作为平郡西线（后磐越东线）车站投入运营[1]。
- 1963年6月 - 住友水泥田村工厂投产，专用线投入运营。
- 1984年2月1日 - 停办行李托运业务。
- 1986年10月21日 - 专用线停办货运业务。
- 1987年4月1日 - 国铁分割民营化后成为JR东日本车站。
- 2000年3月10日 - 最后一班货物列车始发。
- 2001年4月1日 - 日本货物铁道废除货物站，货运业务终止。
- 2016年4月1日 - 无人化改造。伴随三春站业务委托化，管理站变更为郡山站[1]。

## 车站结构

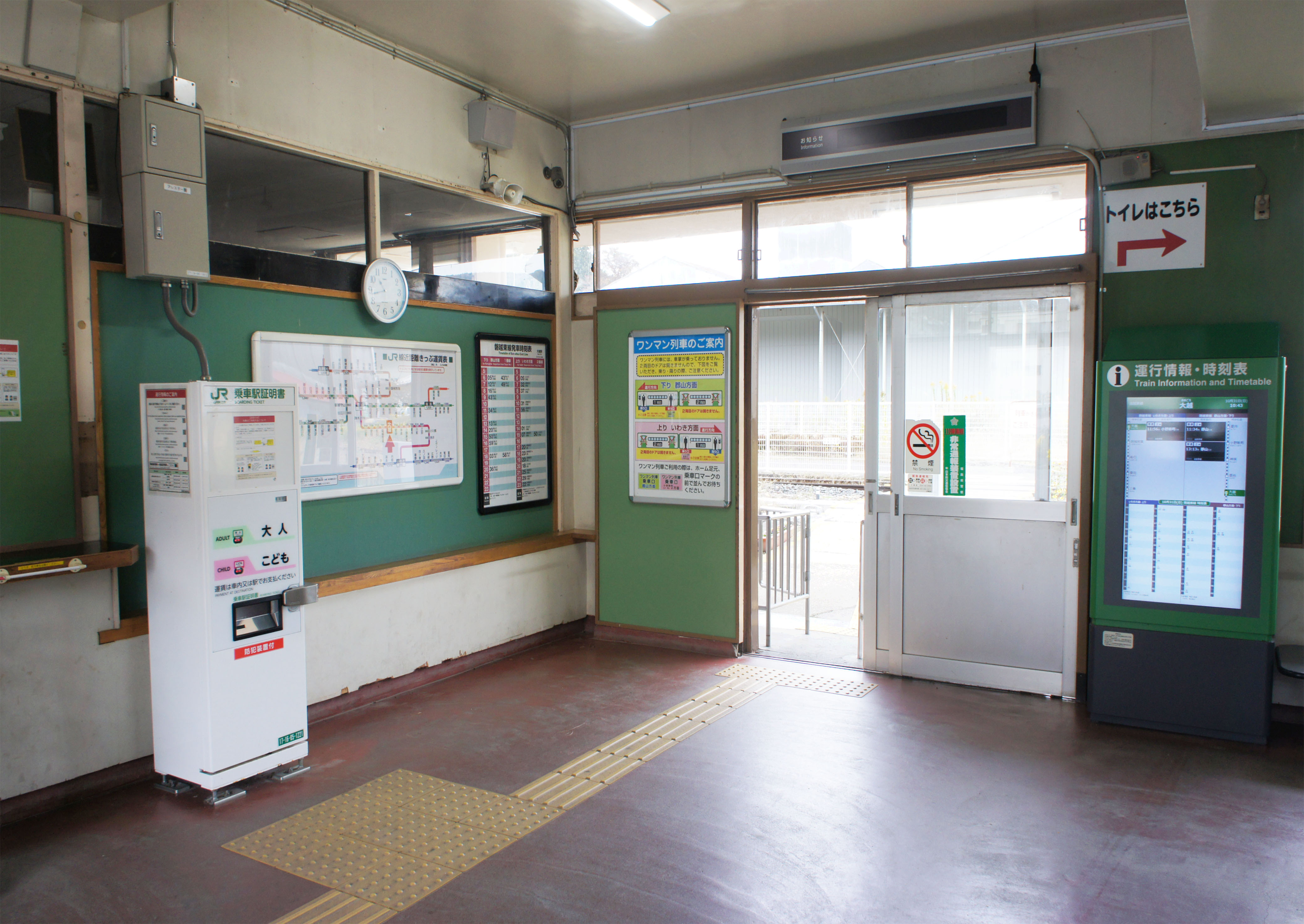
驗票口（2021年10月）

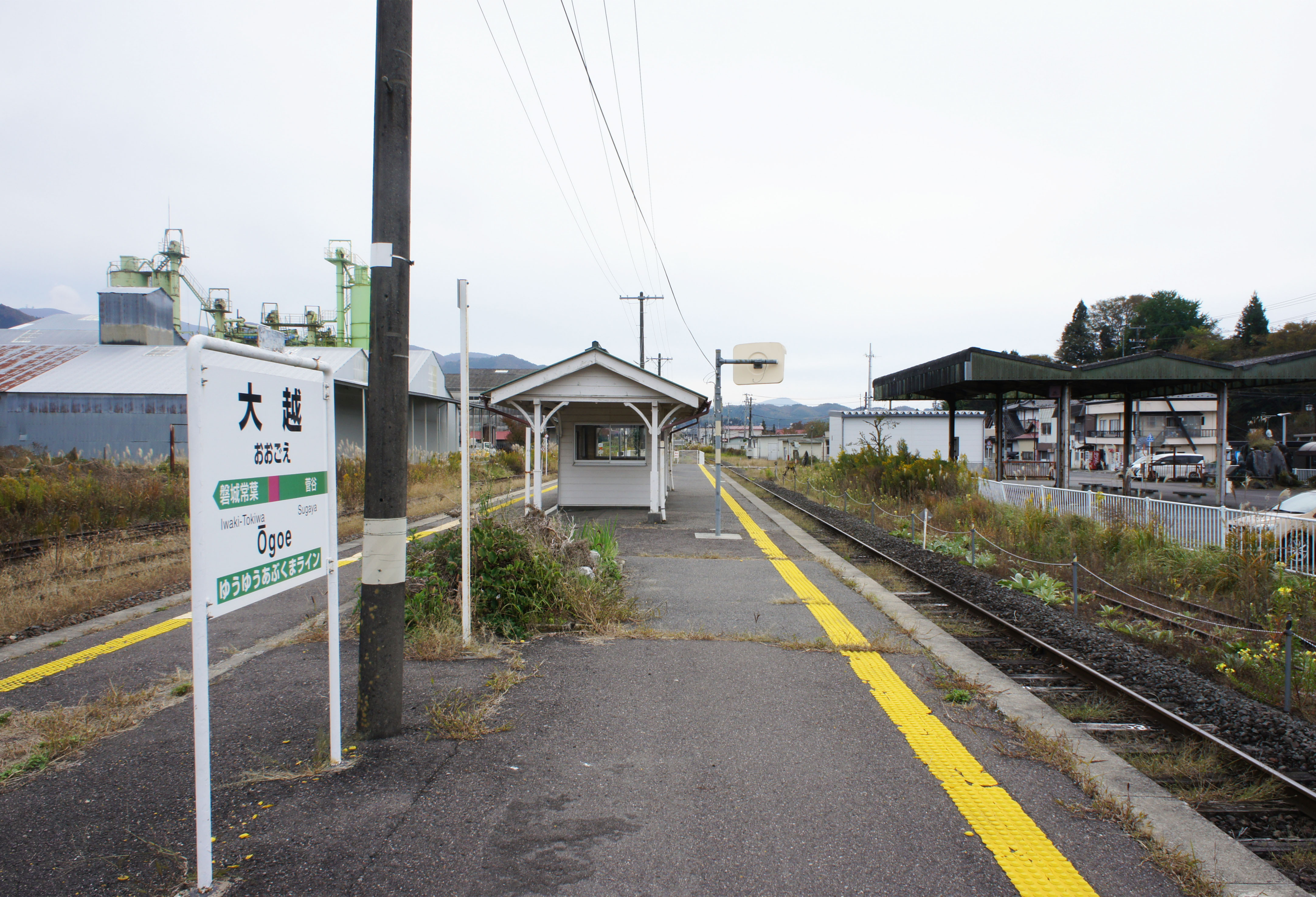
月台（2021年10月）

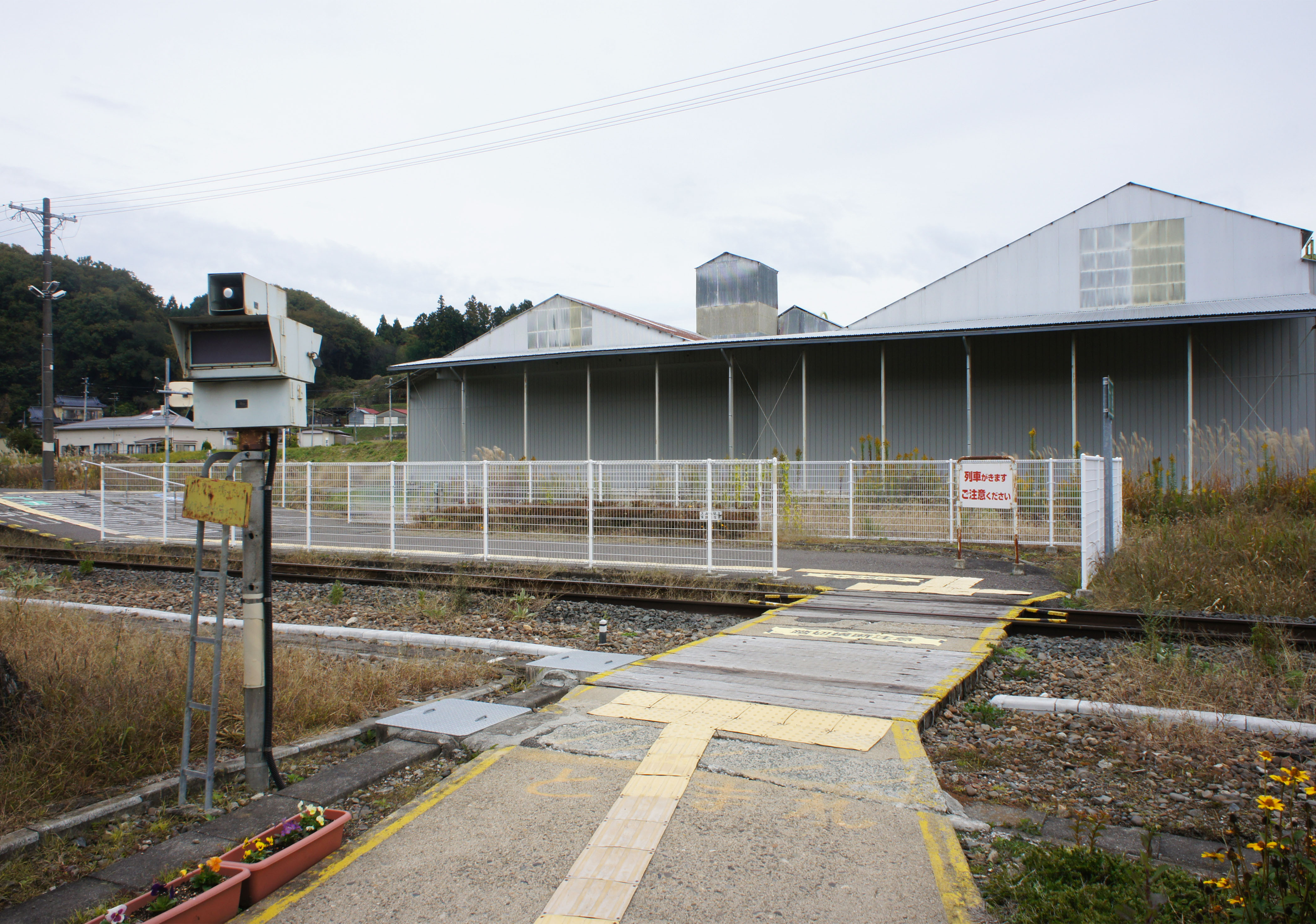
平交道（2021年10月）

本站為岛式站台1台2线的地上车站。原业务委托站，2016年无人化改造。

### 站台配置
| 站台 | 路线      | 方向 | 目的地                   |
| ---- | --------- | ---- | ------------------------ |
| 1    | ■磐越东线 | 上行 | 磐城方向                 |
| 2    | ■磐越东线 | 下行 | 小野新町、三春、郡山方向 |

## 相鄰車站
東日本旅客鐵道
■磐越东線
菅谷－大越－磐城常叶